# Franco Riccardi
Franco Riccardi (13. června 1905 Milán – 24. května 1968 San Colombano al Lambro) byl italský šermíř, specializací kordista. Pocházel ze zámožné vinařské rodiny a od šestnácti let se připravoval v klubu Società del Giardino di Milano pod vedením Nedo Nadiho.
Stal se trojnásobným olympijským vítězem. Na LOH 1928 byl členem vítězného družstva kordistů, na LOH 1932 získal v soutěži družstev stříbrnou medaili a na LOH 1936 vyhrál týmovou i individuální soutěž. Na mistrovství světa v šermu byl členem vítězného týmu v letech 1931 a 1933, v letech 1930 a 1934 skončil s italským družstvem na druhém místě a v roce 1929 získal bronzovou medaili mezi jednotlivci. Třikrát byl mistrem Itálie v soutěži kordistů.